# Карагай (Самарская область)
 Карагай — поселок в Красноармейском районе Самарской области в составе сельского поселения Ленинский.

## География
Находится на расстоянии примерно 20 километров по прямой на восток-северо-восток от районного центра села  Красноармейское.

## Население
Постоянное население составляло 78 человек (русские 82%) в 2002 году, 55 в 2010 году.